# Тургель, Михаил Николаевич
Михаил Николаевич Тургель (1909—1975) — майор МВД СССР, участник Великой Отечественной войны, Герой Советского Союза (1944).

## Биография

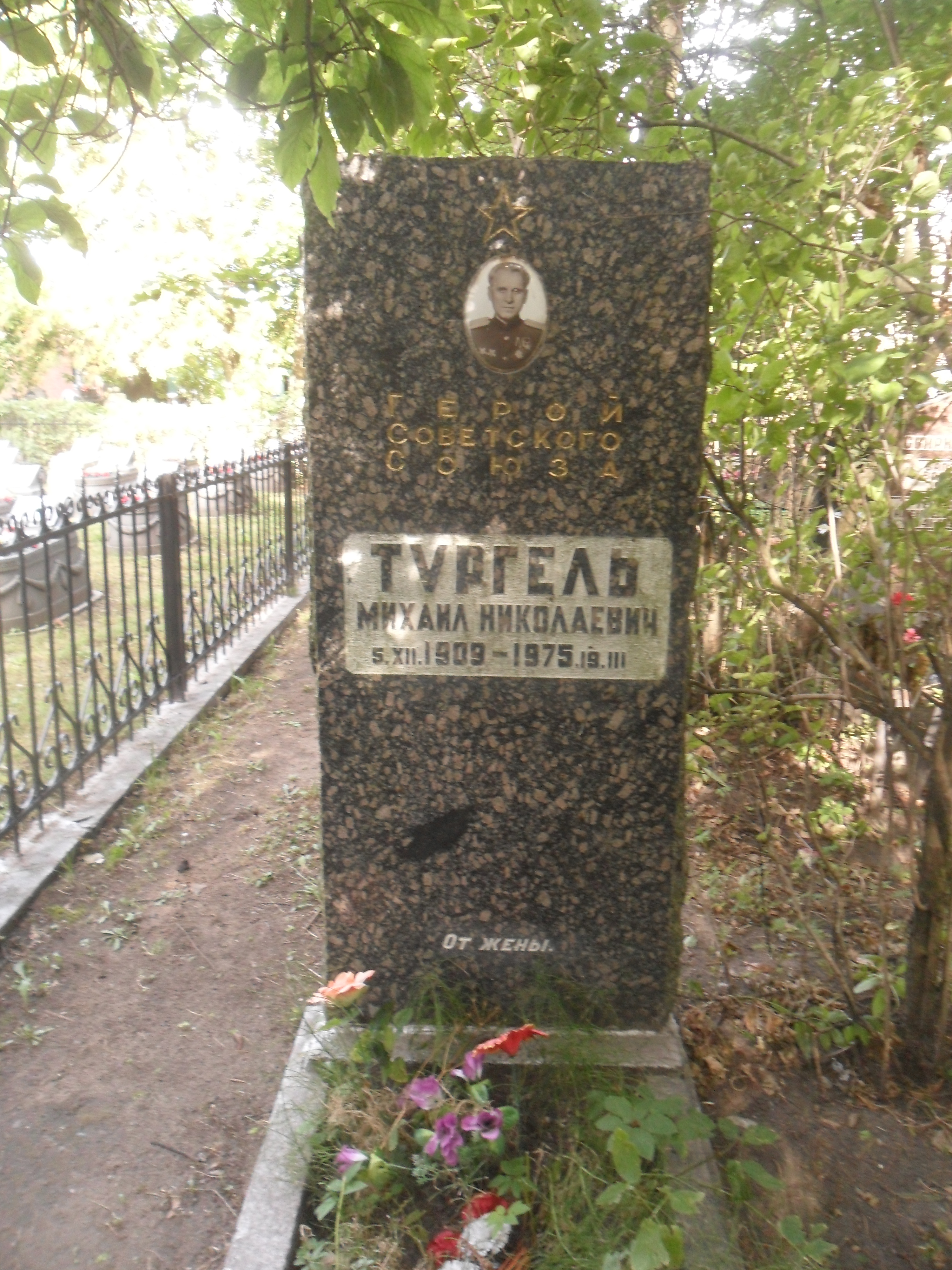
Могила Тургеля на Красненьком кладбище Санкт-Петербурга.

Михаил Тургель родился 5 декабря 1909 года в городе Новомиргород (ныне — Кировоградская область Украины). В 1937 году он окончил Ленинградский институт инженеров водного транспорта, после чего работал старшим инженером на одном из ленинградских заводов. В 1942 году Тургель был призван на службу в Рабоче-крестьянскую Красную Армию. С января 1943 года — на фронтах Великой Отечественной войны.
К сентябрю 1943 года гвардии старший лейтенант Михаил Тургель был старшим адъютантом 2-го стрелкового батальона 78-го гвардейского стрелкового полка 25-й гвардейской стрелковой дивизии 6-й армии Юго-Западного фронта. Отличился во время битвы за Днепр. В ночь с 25 на 26 сентября 1943 года Тургель в составе передового отряда переправился через Днепр в районе села Войсковое Солонянского района Днепропетровской области Украинской ССР. В критический момент боя он заменил собой выбывшего из строя командира отряда и в течение полутора суток отражал ожесточённые немецкие контратаки, продержавшись до переправы основных сил. В тех боях Тургель был контужен, но продолжал сражаться.
Указом Президиума Верховного Совета СССР от 19 марта 1944 года за «образцовое выполнение заданий командования и проявленные при этом мужество и героизм» гвардии старший лейтенант Михаил Тургель был удостоен высокого звания Героя Советского Союза с вручением ордена Ленина и медали «Золотая Звезда» за номером 2259.
В послевоенное время Тургель служил в органах МВД СССР. В 1954 году в звании майора он был уволен в запас. Проживал и работал в Ленинграде. Скончался 19 марта 1975 года, похоронен на Красненьком кладбище Санкт-Петербурга.
Был также награждён орденами Отечественной войны 1-й и 2-й степеней, орденом Красной Звезды, рядом медалей.